# Fotballklubben Haugesund 2014
Questa voce raccoglie le informazioni riguardanti il Fotballklubben Haugesund nelle competizioni ufficiali della stagione 2014.

## Maglie e sponsor
Lo sponsor tecnico per la stagione 2014 fu Umbro, mentre lo sponsor ufficiale fu Sparebanken Vest. La divisa casalinga era completamente bianca, con inserti blu. Quella da trasferta era invece arancione, con inserti neri.
| Casa | Trasferta |

## Rosa
| N. |                      | Ruolo | Calciatore             |
| -- | -------------------- | ----- | ---------------------- |
| 1  | Norvegia (bandiera)  | P     | Per Morten Kristiansen |
| 3  | Svezia (bandiera)    | D     | David Myrestam         |
| 4  | Croazia (bandiera)   | C     | Mirko Kramarić         |
| 4  | Danimarca (bandiera) | D     | Henrik Kildentoft      |
| 5  | Slovenia (bandiera)  | D     | Rok Elsner             |
| 6  | Nigeria (bandiera)   | C     | Emmanuel Ekpo          |
| 6  | Uganda (bandiera)    | A     | Tony Mawejje           |
| 7  | Danimarca (bandiera) | A     | Christian Gytkjær      |
| 8  | Norvegia (bandiera)  | C     | Michael Haukås         |
| 9  | Serbia (bandiera)    | A     | Nikola Komazec         |
| 10 | Norvegia (bandiera)  | D     | Joakim Våge Nilsen     |
| 11 | Norvegia (bandiera)  | C     | Tor Arne Andreassen    |
| 12 | Norvegia (bandiera)  | P     | Olav Dalen             |
| 13 | Norvegia (bandiera)  | C     | Eirik Mæland           |
| 14 | Norvegia (bandiera)  | A     | Torbjørn Agdestein     |
| 15 | Norvegia (bandiera)  | D     | Martin Bjørnbak        |

| N. |                     | Ruolo | Calciatore            |
| -- | ------------------- | ----- | --------------------- |
| 16 | Nigeria (bandiera)  | C     | Ugonna Anyora         |
| 17 | Norvegia (bandiera) | C     | Geir Ludvig Fevang    |
| 18 | Norvegia (bandiera) | D     | Vegard Skjerve        |
| 19 | Norvegia (bandiera) | D     | Kristoffer Haraldseid |
| 20 | Svezia (bandiera)   | C     | Maic Sema             |
| 21 | Svezia (bandiera)   | A     | Pontus Engblom        |
| 22 | Norvegia (bandiera) | A     | Alexander Stølås      |
| 23 | Brasile (bandiera)  | C     | Daniel Bamberg        |
| 24 | Norvegia (bandiera) | P     | Per Kristian Bråtveit |
| 25 | Norvegia (bandiera) | D     | Daniel Våge Nilsen    |
| 27 | Norvegia (bandiera) | A     | Tor André Aasheim     |
| 28 | Norvegia (bandiera) | C     | Arent Emil Hauge      |
| 29 | Norvegia (bandiera) | C     | Robert Kling          |
| 30 | Norvegia (bandiera) | C     | Thomas Horneland      |
| 50 | Serbia (bandiera)   | D     | Dušan Cvetinović      |

## Calciomercato

### Sessione invernale(dal 01/01 al 31/03)
| Arrivi | Arrivi             | Arrivi           | Arrivi        |
| R.     | Nome               | da               | Modalità      |
| ------ | ------------------ | ---------------- | ------------- |
| D      | Rok Elsner         | Arīs Salonicco   | definitivo    |
| C      | Maic Sema          | MVV              | fine prestito |
| A      | Torbjørn Agdestein |                  | svincolato    |
| A      | Pontus Engblom     | GIF Sundsvall    | fine prestito |
| A      | Tony Mawejje       | ÍBV Vestmannæyja | definitivo    |
| A      | Alexander Stølås   | Vard Haugesund   | definitivo    |

| Partenze | Partenze                 | Partenze | Partenze   |
| R.       | Nome                     | a        | Modalità   |
| -------- | ------------------------ | -------- | ---------- |
| D        | Umaru Bangura            |          | svincolato |
| D        | Henrik Kildentoft        | Hønefoss | prestito   |
| D        | Andrés Már Jóhannesson   | Fylkir   | definitivo |
| C        | Trygve Nygaard           |          | ritiro     |
| A        | Henrik Kjelsrud Johansen | Odd      | definitivo |

### Sessione estiva(dal 15/07 al 15/08)
| Arrivi | Arrivi            | Arrivi   | Arrivi        |
| R.     | Nome              | da       | Modalità      |
| ------ | ----------------- | -------- | ------------- |
| D      | Henrik Kildentoft | Hønefoss | fine prestito |
| C      | Emmanuel Ekpo     | Molde    | definitivo    |
| C      | Mirko Kramarić    |          | svincolato    |
| A      | Nikola Komazec    |          | svincolato    |

| Partenze | Partenze          | Partenze | Partenze   |
| R.       | Nome              | a        | Modalità   |
| -------- | ----------------- | -------- | ---------- |
| D        | Rok Elsner        |          | svincolato |
| D        | Henrik Kildentoft | Hønefoss | prestito   |
| C        | Tony Mawejje      | Valur    | prestito   |

## Risultati

### Eliteserien

#### Girone di andata
| Arbitro: | Berntsen (Vang) |

|             |           |                       |
| Gytkjær 81’ | Marcatori | 76’ (aut.) Andreassen |

| Arbitro: | Kjensli (Oslo) |

|                                      |           |             |
| Sarr 71’ Berger 75’ Kristjánsson 77’ | Marcatori | 23’ Engblom |

| Arbitro: | Johansen (Brevik) |

|            |           |                        |
| Fevang 44’ | Marcatori | 90’ (rig.) Kjartansson |

| Arbitro: | Hagen (Grue) |

|                              |           |  |
| Ingason 25’ Þorsteinsson 40’ | Marcatori |  |

| Arbitro: | Hansen (Feda) |

|  |           |                                    |
|  | Marcatori | 16’ Otoo 33’ Valgarðsson 57’ Utvik |

| Arbitro: | Rafiq (Oslo) |

|           |           |                              |
| Orlov 27’ | Marcatori | 40’ (rig.), 42’, 50’ Gytkjær |

| Arbitro: | Edvartsen (Hamar) |

|             |           |                         |
| Bamberg 65’ | Marcatori | 44’ Mattila 57’ Grytten |

| Arbitro: | Døvle (Larvik) |

|                          |           |            |
| Laajab 10’ P. Ndiaye 45’ | Marcatori | 74’ Stølås |

| Arbitro: | Skjerven (Kaupanger) |

|            |           |                       |
| Fevang 51’ | Marcatori | 40’ Shala 90’ Storbæk |

| Sandnes 20 maggio 2014, ore 18:00 10ª giornata | Sandnes Ulf    | 0 – 0 referto | Haugesund | Sandnes Idrettspark (2.905 spett.)\| Arbitro: \| Døvle (Larvik) \| |
| Arbitro:                                       | Døvle (Larvik) |               |           |                                                                    |

| Arbitro: | Hobber Nilsen (Oslo) |

|            |           |            |
| Stølås 86’ | Marcatori | 49’ Linnes |

| Arbitro: | Hansen (Feda) |

|                         |           |           |
| Fossum 33’ Ødegaard 69’ | Marcatori | 8’ Stølås |

| Arbitro: | Døvle (Larvik) |

|                                      |           |  |
| Sema 14’, 68’ Gytkjær 17’ Fevang 44’ | Marcatori |  |

| Arbitro: | Johnsen (Tønsberg) |

|                                                           |           |                           |
| Jensen 4’, 75’ Søderlund 11’ Riski 78’ Gamst Pedersen 82’ | Marcatori | 51’, 66’ Gytkjær 62’ Sema |

| Arbitro: | Helgerud (Lier) |

|                     |           |  |
| Fevang 42’ Sema 58’ | Marcatori |  |

#### Girone di ritorno
| Skien 20 luglio 2014, ore 18:00 16ª giornata | Odd                  | 0 – 0 referto | Haugesund | Skagerak Arena (5.728 spett.)\| Arbitro: \| Skjerven (Kaupanger) \| |
| Arbitro:                                     | Skjerven (Kaupanger) |               |           |                                                                     |

| Arbitro: | Johnsen (Tønsberg) |

|                                            |           |          |
| Gytkjær 12’, 42’ Bamberg 67’ Sema 71’, 88’ | Marcatori | 11’ Hoff |

| Arbitro: | Sandmoen (Kjelsås) |

|  |           |                            |
|  | Marcatori | 39’ Andreassen 50’ Gytkjær |

| Arbitro: | Hobber Nilsen (Oslo) |

|             |           |             |
| Gytkjær 19’ | Marcatori | 75’ Chikere |

| Arbitro: | Rafiq (Oslo) |

|                                               |           |  |
| James 13’ Ulvestad 51’ (rig.) Orry Larsen 73’ | Marcatori |  |

| Arbitro: | Skjerven (Kaupanger) |

|             |           |                         |
| Gytkjær 59’ | Marcatori | 10’ P. Ndiaye 43’ Olsen |

| Arbitro: | Hobber Nilsen (Oslo) |

|                            |           |  |
| Fofana 61’ Vaagan Moen 80’ | Marcatori |  |

| Arbitro: | Berntsen (Vang) |

|                                     |           |                |
| Kjartansson 32’, 34’, 72’ Zahid 60’ | Marcatori | 48’ Cvetinović |

| Arbitro: | Rafiq (Oslo) |

|                      |           |           |
| Bamberg 22’ Sema 25’ | Marcatori | 80’ Malec |

| Arbitro: | Hagen (Grue) |

|                                  |           |          |
| Flo 11’ Nilsen 57’, 61’ Otoo 83’ | Marcatori | 45’ Sema |

| Arbitro: | Sandmoen (Kjelsås) |

|                      |           |  |
| Sema 56’ Bamberg 77’ | Marcatori |  |

| Arbitro: | Berntsen (Vang) |

|           |           |                     |
| Chima 90’ | Marcatori | 53’ Stølås 67’ Sema |

| Arbitro: | Staberg (Harstad) |

|                                        |           |                 |
| Gytkjær 42’ Cvetinović 67’ Bamberg 88’ | Marcatori | 85’, 90’ Kovács |

| Arbitro: | Hafsås (Trondheim) |

|  |           |                    |
|  | Marcatori | 60’ (rig.) Gytkjær |

| Arbitro: | Hagen (Grue) |

|                            |           |                                     |
| Gytkjær 36’ Haraldseid 79’ | Marcatori | 6’ Huseklepp 12’ Orlov 90’ Vindheim |

### Norgesmesterskapet
| Arbitro: | Higraff |

|               |           |                 |
| Rasmussen 38’ | Marcatori | 10’, 36’ Stølås |

| Arbitro: | Gya |

|                 |           |                                      |
| Herrem 15’, 66’ | Marcatori | 48’ Bjørnbak 51’ Stølås 81’ Myrestam |

| Arbitro: | Eskås |

|  |           |                 |
|  | Marcatori | 74’ Våge Nilsen |

| Arbitro: | Døvle (Larvik) |

|                                                |           |  |
| Cvetinović 7’ Stølås 20’, 24’, 77’ Gytkjær 57’ | Marcatori |  |

| Arbitro: | Hansen (Feda) |

|           |           |  |
| Hoseth 1’ | Marcatori |  |

### Europa League
| Arbitro: | Munukka |

|             |           |             |
| Johnson 29’ | Marcatori | 43’ Bamberg |

| Arbitro: | Jović |

|                       |           |             |
| Agdestein 7’ Sema 56’ | Marcatori | 14’ Pearson |

| Arbitro: | Zhabchenko |

|  |           |             |
|  | Marcatori | 85’ Bamberg |

| Arbitro: | Fabian |

|                 |           |                           |
| Sema 47’ (rig.) | Marcatori | 21’ Stojčev 36’, 82’ Okic |